# Wasserturm (Bahnbetriebswerk Hamburg-Altona)
Der Wasserturm des ehemaligen Bahnbetriebswerks Hamburg-Altona (auch bekannt als Altonaer Bahnwasserturm) steht bei der Abzweigung von der Verbindungsbahn zum Kopfbahnhof Hamburg-Altona. Er wurde 1954/55 gebaut und ist einer der jüngsten Wassertürme in Hamburg.

## Bauwerk
Der Wasserturm ist ein Stahlbetonbau, dessen Behälter auf einem runden Treppenturm aufsitzt. Die vier am Treppenturm seitlich angesetzte Pfeiler reduzieren zum Boden hin ihre Vorlage. Der runde Turmkopf, die Betonummantelung des Behälters, verjüngt sich ebenfalls nach unten. Der Turmkopf schließt mit einem Fensterkranz ab und wird von einem flachen Kegeldach bedeckt. Das Bauwerk ist auf Pfählen gegründet.
Im Innern befindet sich ein zylindrischer Flachbodenbehälter aus Stahlbeton. Er ist unterteilt in einen äußeren Ring und einen Innenzylinder und fasst insgesamt 500 m³ Wasser. Um den oberen Teil des Behälters herum – hinter den Fenstern – verläuft eine Galerie. Bis zum Tropfboden unterhalb des Behälters kann man nur über Leitern im Innenzylinder aufsteigen. Weiter zur Galerie gelangt man über eine Treppe, die zwischen Außen- und Behälterwand verläuft.

## Geschichtliches zur Wasserversorgung des Bahnbetriebswerks Hamburg-Altona
Wassertürme der Bahn dienten vorwiegend der Versorgung der Dampflokomotiven während ihres Aufenthalts im Bahnbetriebswerk (Bw). So gab es in Altona zwei Vorläufer des beschriebenen Turms, die 1893 und 1895 gebaut worden waren. Einer wurde im Zweiten Weltkrieg zerstört und durch einen rechteckigen Behelfswasserturm ersetzt. Der andere (Bauart Intze) wurde im Krieg leicht beschädigt und konnte bis 1954 weiter genutzt werden. Beide Türme wurden ab 1954 durch den neuen Wasserturm ersetzt und deshalb abgerissen.
Zur Bauzeit des neuen Wasserturms gab es im Bereich der Hamburger Bahndirektion noch über 300 Dampflokomotiven. Ihre Zahl nahm aber ständig ab, weil sie durch Diesel- und Elektrolokomotiven ersetzt wurden. Am 30. September 1972 verließ die letzte Dampflok, 012 102-0, das Bw Hamburg-Altona. Trotzdem hielt auch später noch die Deutsche Bahn AG an ihrer eigenen Wasserversorgung fest. Das Wasser diente zur Zugreinigung, zum Füllen der Wassertanks der Reisezüge und für verschiedene Bahneinrichtungen. Ein weiterer Teil des Wassers wurde an die Holsten-Brauerei verkauft.

## Gegenwart

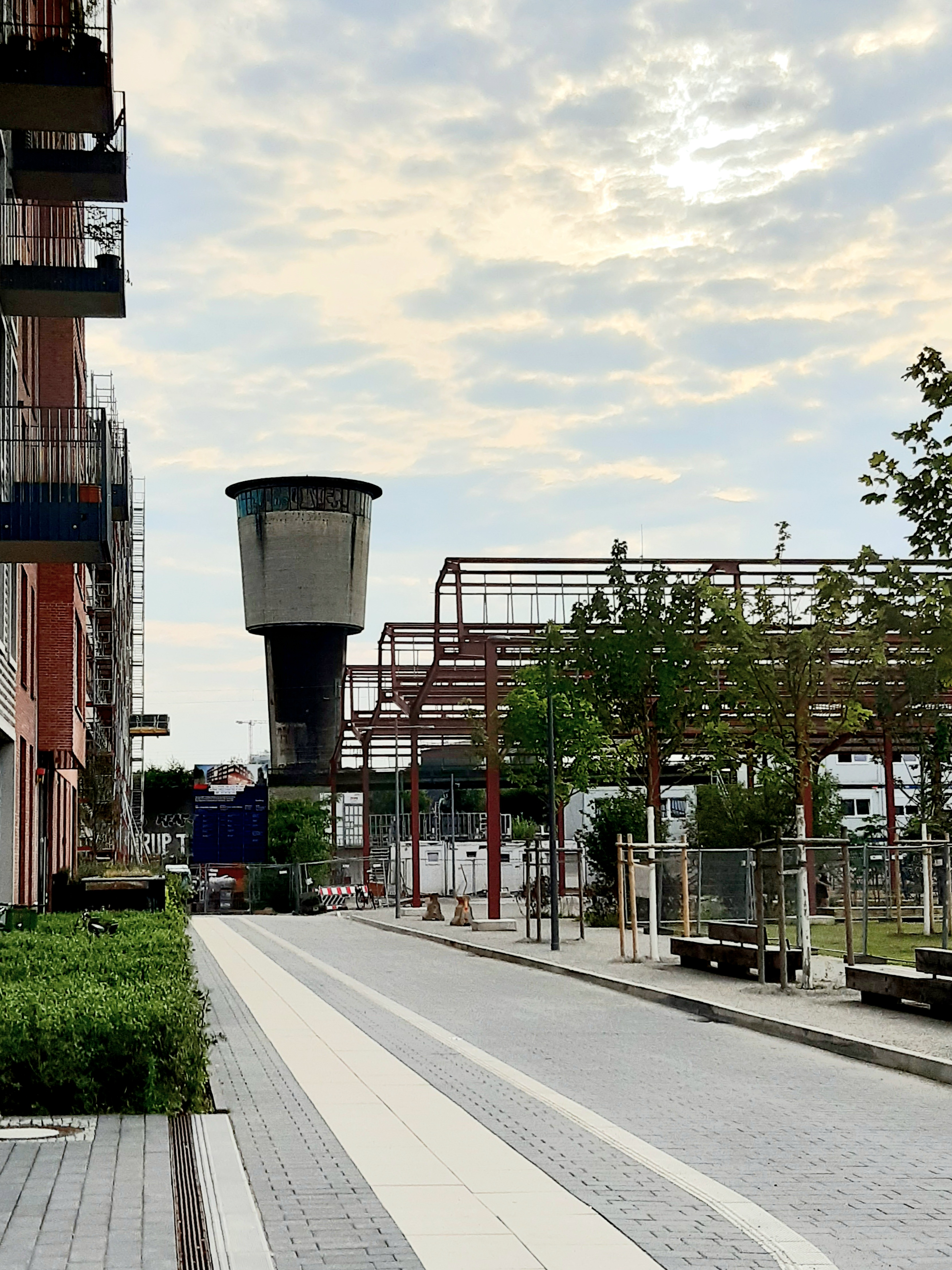
Die Straße Am Park in der Neuen Mitte Altona. Rechts das Gerüst der alten Güterhallen, im Hintergrund der Wasserturm

Das Bahnbetriebswerk Altona ist inzwischen aufgelöst. Viele Anlagen sind verfallen oder wurden bereits demontiert. Außerdem ist für einen neuen Fernbahnhof Altona ein Standort weiter nördlich an der Durchgangsstrecke nach Hamburg Hauptbahnhof vorgesehen. Daher wurden große Teile des Bahngeländes verkauft, dort sind Wohnungen, Gewerbe- und Grünflächen für die Neue Mitte Altona entstanden. Die Hamburgische Denkmalschutzpflege hat neben der Hallenanlage des anliegenden Güterbahnhofs auch den Altonaer Bahnwasserturm in die Liste der anerkannten Denkmäler aufgenommen.
Da seit längerer Zeit keine bestandssichernden Maßnahmen vorgenommen wurden, formiert sich von zivilgesellschaftlicher Seite seit Ende 2021 eine Initiative zum Erhalt des Bahnwasserturms.
Inzwischen hat der Hamburger Senat seine Absicht bekundet, den Bahnwasserturm zu erhalten (Stand 2022). Nach Einstellung des Schienenverkehrs im Bahngelände Hamburg-Altona könne mit der Sanierung begonnen werden. Das sei vermutlich 2027 der Fall, so Finanzsenator Andreas Dressel.